# Freixeda do Torrão, Quintã de Pero Martins e Penha de Águia
Freixeda do Torrão, Quintã de Pêro Martins e Penha de Águia (oficialmente: União das Freguesias de Freixeda do Torrão, Quintã de Pêro Martins e Penha de Águia) é uma freguesia portuguesa do município de Figueira de Castelo Rodrigo, com 57,73 km² de área e 387 habitantes (censo de 2021). A sua densidade populacional é 6,7 hab./km².

## História
Foi constituída em 2013, no âmbito de uma reforma administrativa nacional, pela agregação das antigas freguesias de Freixeda do Torrão, Quintã de Pêro Martins e Penha de Águia e tem a sede em Freixeda do Torrão.

## Demografia
A população registada nos censos foi:
| Distribuição da População por Grupos Etários | Distribuição da População por Grupos Etários | Distribuição da População por Grupos Etários | Distribuição da População por Grupos Etários | Distribuição da População por Grupos Etários | Distribuição da População por Grupos Etários |
| -------------------------------------------- | -------------------------------------------- | -------------------------------------------- | -------------------------------------------- | -------------------------------------------- | -------------------------------------------- |
| Antes da agregação                           |                                              |                                              |                                              |                                              |                                              |
| Ano                                          | 0-14 anos                                    | 15-24 anos                                   | 25-64 anos                                   | >= 65 anos                                   | Total                                        |
| 2001                                         | 43                                           | 64                                           | 311                                          | 263                                          | 681                                          |
| 2011                                         | 34                                           | 30                                           | 223                                          | 231                                          | 518                                          |
| Após a agregação                             |                                              |                                              |                                              |                                              |                                              |
| Ano                                          | 0-14 anos                                    | 15-24 anos                                   | 25-64 anos                                   | >= 65 anos                                   | Total                                        |
| 2021                                         | 28                                           | 18                                           | 150                                          | 191                                          | 387                                          |